# Operace Ten-gó
Operace Ten-gó (japonsky 天號作戰 (kjúdžitai) nebo 天号作戦 (šindžitai), Ten-gó sakusen ~ Operace Nebesa), nebo též operace Ten-iči-gó (天一號作戰 Ten-iči-gó sakusen ~ Operace Nebesa 1), byla poslední velká námořní operace japonského císařského námořnictva během druhé světové války v Pacifiku. Jejím cílem bylo odrazit spojeneckou invazi na Okinawu vysláním největší bitevní lodě na světě do sebevražedné mise. Následující střetnutí je též někdy uváděno jako bitva ve Východočínském moři.
Odpoledne 6. dubna 1945 vyplula z Japonska bitevní loď Jamato a spolu s devíti dalšími doprovodnými plavidly se vydala prakticky bez leteckého krytí proti spojeneckým silám u Okinawy. Spojenci byli o vyplutí informováni z odposlechů, leteckého průzkumu a během noci s japonským svazem navázaly kontakt americké ponorky, které se ale k útoku nedostaly. Dopoledne následujícího dne po vyplutí byl japonský svaz zpozorován americkými průzkumnými letouny a následně v půlce cesty napaden třemi útočnými vlnami palubních letounů z amerického svazu letadlových lodí TF 58 operujícího u Okinawy. Během následující přibližně dvouhodinové bitvy byl japonský svaz téměř celý zničen. Bitevní loď Jamato, lehký křižník Jahagi a torpédoborce Asašimo, Hamakaze, Isokaze a Kasumi byly potopeny a císařské námořnictvo přestalo prakticky existovat jako bojeschopná síla.
Střetnutí ukázalo zranitelnost hladinových lodí bez leteckého krytí před leteckým útokem. Bitva také předvedla japonské odhodlání obětovat mnoho lidských životů v zoufalém pokusu o zpomalení spojeneckého postupu na japonské ostrovy.
U japonských jmen je rodné jméno uváděno na prvním místě a rodové jméno na druhém
Při přepisu japonštiny byla použita česká transkripce
Míry jsou uváděny v jednotkách uváděných v pramenech s případným přepočtem do metrické soustavy v závorce. Tam, kde není jasné, zda se jedná o míle statutární či námořní je přepočet uveden ve formátu „statutární/námořní“
U hodností císařského námořnictva bylo vypuštěno upřesnění „kaigun“ (海軍)
Všechny časy jsou v GMT+9

## Pozadí
Po první světové válce se japonské císařské námořnictvo začalo připravovat na nové střetnutí, ve kterém měly být hlavními protivníky námořní síly Spojených států a Velké Británie. Podle doktríny Kantai kessen (艦隊決戦 ~ loďstvo rozhodující bitvy) mělo Japonsko vyhrát válku svedením rozhodující velké bitvy s loďstvem protivníka – obdobně, jako bitva u Cušimy zakončila rusko-japonskou válku. Za tím účelem plánovalo císařské námořnictvo vybudování silného hladinového loďstva, založeného primárně na velkých lodích s těžkými děly: bitevních lodích a bitevních křižnících. Washingtonská a londýnská námořní odzbrojovací konference sice na nějaký čas zbrzdily výstavbu nových jednotek, ale po vypršení platnosti smluv omezujících zbrojení se císařské námořnictvo vrhlo do projektování největších bitevních lodí, jaké kdy spatřily světlo světa. Jelikož ve střetnutí s americkým námořnictvem muselo císařské námořnictvo počítat s tím, že bude přečísleno počtem bitevních lodí, rozhodli se Japonci kompenzovat kvantitu kvalitou a postavit bitevní lodě, které by v rozhodující bitvě překonaly své protějšky ráží a dostřelem svých děl. To by umožnilo Japoncům svést rozhodující bitvu na vzdálenost mimo dostřel děl protivníka.
V březnu 1937 byly dokončeny plány na stavbu bitevních lodí třídy Jamato. Tyto lodě byly větší a silněji pancéřované než jejich americké protějšky a jejich devět děl ráže 460 milimetrů dokázalo poslat 1460 kilogramů vážící protipancéřový granát za hranici 42 kilometrů. Paradoxem je, že to bylo právě císařské námořní letectvo, které potopením „bitevní řady“ v Pearl Harboru a potopením HMS Prince of Wales a HMS Repulse na širém moři, kde mohly oba bitevníky manévrovat a bránit se, demonstrovalo, že nadvláda těžkých bitevních lodí a křižníků s velkými děly skončila – to vše pár dní před zařazením první z těchto superbitevních lodí do služby. Zastánci „dělostřeleckého klubu“ císařského námořnictva ale odmítali uznat nadvládu letadel a prakticky po celou válku v Pacifiku čekali na vysněnou rozhodující bitvu bitevních lodí. Japonské letadlové lodě sice hrály významnou úlohu v bojích v Pacifiku, ale jenom coby předvoj, který měl oslabit protivníka před nasazením bitevníků. Císařské námořnictvo si své jediné dvě dokončené bitevní lodě třídy Jamato – Jamato a Musaši – šetřilo pro rozhodující bitvu a až do října 1944 je v žádné bitvě nenasadilo – částečně i kvůli jejich spotřebě paliva.

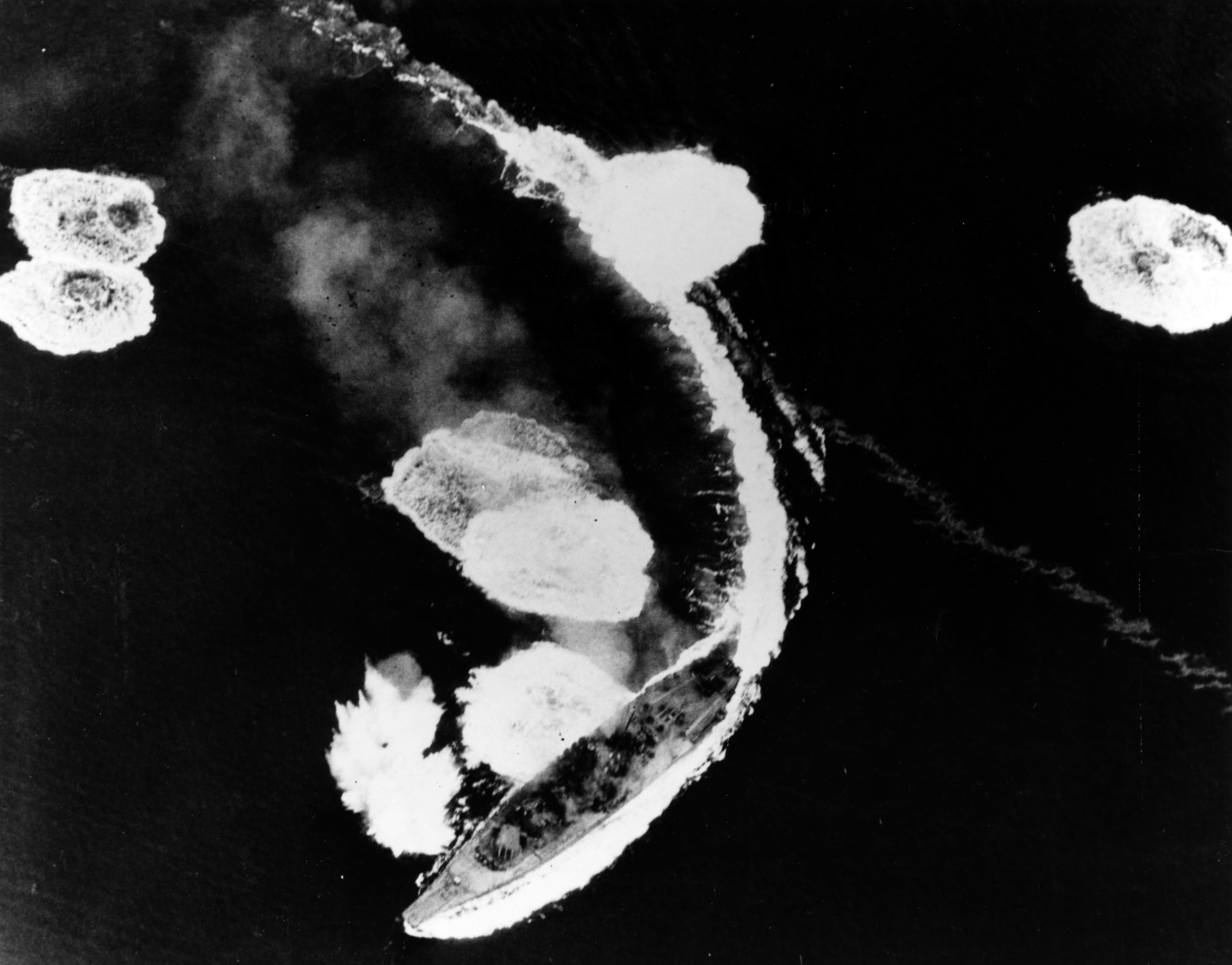
Jamato uhýbá pumám amerických palubních bombardérů ve Vnitřním moři poblíž Kure 19. března 1945. Tentokrát měla bitevní loď ještě štěstí a byla pouze lehce poškozena jednou pumou, která zasáhla můstek.

Počátkem roku 1945, dvacátého roku éry Šówa – „zářícího míru“, byla japonská města vypalována do základů nálety amerických armádních bombardérů B-29 Superfortress. Po bitvách v Šalomounových ostrovech, ve Filipínském moři a u Leyte, byla kdysi impozantní Rengó kantai císařského námořnictva redukována na hrstku bojeschopných válečných lodí, letadel a pilotů. Během operace Šó-iči-gó v říjnu 1944 byla letadly potopena i bitevní loď Musaši, aniž by kdy její děla vystřelila po nepřátelské eskadře. Většina zbývajících válečných lodí Rengó kantai, včetně Jamato, kotvila v přístavech v Japonsku – zejména v Haširadžimě, Kure a Kóbe.
S invazí na Saipan a další ostrovy, včetně Iwodžimy, zahájili Spojenci svůj postup na japonské domácí ostrovy. Dne 19. března 1945 se kotviště císařského námořnictva v Kure a jeho okolí stalo poprvé cílem útoku palubních letounů z letadlových lodí Task Force 58 (~ operační svaz, zkracováno jako TF) VADM (viceadmirál) Marc A. Mitschera. Američané zasáhli a poškodili bitevní lodě Jamato, Haruna, hybridní bitevní lodě Ise a Hjúga, čtyři letadlové lodě (pro které ale již Japonci tou dobou neměli letadla) a další plavidla. Jamato byla lehce poškozena na můstku.
Jako další krok před plánovaným vyloděním na japonských ostrovech se americké jednotky vylodily nejprve 26. března na Kerama rettó a poté se 1. dubna vylodily na Okinawě. Během prvních pár dní nenarazili postupující Američané na významnější odpor, neboť rikugun čúdžó (陸軍中将 ~ generálporučík) Micuru Ušidžima se rozhodl vybudovat silnou obranu ve vnitrozemí ostrova. Mezitím se v Japonsku císařská armáda a císařské námořnictvo navzájem obviňovali z neschopnosti.
Na císařské poradě, konané 29. března v protileteckém krytu císařského paláce, císař Hirohito položil náčelníkovi Gunreibu (軍令部 ~ námořní generální štáb) taišó (大将 ~ admirál) Koširó Oikawovi pár otázek ohledně plánovaných protiakcí. Když se dozvěděl o plánovaných počtech letadel kamikaze, zeptal se „…kde je námořnictvo?“ Na tuto otázku Oikawa neměl odpověď.

## Plán operaceTen-gó
Poté, co Američané zahájili útoky na cíle v souostroví Rjúkjú, nařídilo 26. března velení Rengó kantai zahájit operaci Ten-gó, která měla spočívat v přesunu bitevní lodě Jamato s doprovodem do Saseba. To mělo vylákat americké letadlové lodě na dosah letadel startujících z pozemních základen na Kjúšú. Navečer 28. března ale americké palubní letouny napadly cíle na jihu Kjúšú a na Amami Óšima – americké letadlové lodě připluly na sever i bez návnady a velitelství Rengó kantai operaci Ten-gó odložilo.
Podle Spurra byl autorem sebevražedného výpadu v rámci přepracované operace Ten-gó pětačtyřicetiletý daisa (大佐 ~ námořní kapitán) Šigenori Kami ze štábu Rengó kantai, kterého Spurr popisuje jako obdivovatele nacismu a horlivého zastánce samurajských tradic.
Plán operace počítal s vysláním 2.  kantai (艦隊 ~ loďstvo) seskupené kolem bitevní lodě Jamato k Okinawě na „speciální útočnou operaci“. Lodě měly být vybaveny pouze palivem pro cestu tam – s návratem se nepočítalo a paliva byl nedostatek. Ke kotvišti amerických výsadkových lodí u Kadeny a Jomitanu na západním pobřeží ostrova měl japonský svaz dorazit za úsvitu 8. dubna. Jamato spolu s doprovodem měla najet na břeh, zničit americké výsadkové síly a působit jako dělostřelecká baterie až do vyčerpání munice nebo svého zničení. Poté se měli přeživší členové posádek plavidel přidat k pozemním obráncům ostrova a bojovat jako pěchota. Svaz měl vyplout 6. dubna pod velením čúdžó (中将 ~ viceadmirál) Seiiči Itóa, čtyřiapadesátiletého velitele 2. kantai, který až do listopadu 1944 zastával štábní funkce a z druhé světové války neměl žádné bojové zkušenosti.
Operace Ten-gó byla součástí současně probíhající první operace Kikusui – série společných sebevražedných útoků letadel císařské armády a námořnictva na lodě u Okinawy. Jako takovou ji zástupci Rengó kantai přednesli na poradě operace Kikusui č. 1 ráno 5. dubna. Členové Gunreibu měli proti operaci Ten-gó námitky, neboť bylo nepředstavitelné, že by svaz bez leteckého krytí dokázal doplout až k Okinawě a celá operace tak byla jimi vnímána jako pouhé plýtvání lidmi i materiálem. Vrchní velitel Rengó kantai taišó Soemu Tojoda ale dokázal prosadit plán operace Ten-gó.
Svoji roli při schválení operace zřejmě sehrála i řevnivost mezi armádou a námořnictvem (armáda posměšně nazývala Jamato „plovoucím hotelem pro líné a nekompetentní admirály“) a snaha o „zachování tváře“ císařského námořnictva: bylo by neobhajitelné, kdyby Jamato přečkala prohranou válku netknutá.
Koncept operace Ten-gó ale nebyl v císařském námořnictvu ničím novým. V červnu 1944, po americké invazi na Saipan, se měla bitevní loď Jamaširo vydat na sebevražednou misi jako obří transportér s posilami pro Saipan. Na konci své cesty (pokud by ho vůbec dosáhla) měla Jamaširo najet na mělčinu u Saipanu a podpořit obránce jako dělostřelecká baterie. Po bitvě ve Filipínském moři ale Japonci uznali, že Saipan je ztracen a operace byla zrušena.

## Zúčastněné jednotky

### Japonské císařské námořnictvo
2.  kantai nebo též Suidžó tokkó butai (水上特攻部隊 ~ Speciální útočný hladinový svaz), či 1. júgeki butai (第1遊撃部隊 ~ 1. útočný svaz), velitel čúdžó Seiiči Itó na Jamato:
- 1. kókú sentai (航空戦隊 ~ divize letadlových lodí) pod přímým velením Seiiči Itóa:[33][3]
  - bitevní loď Jamato, velitel šóšó (少将 ~ kontradmirál) Kósaku Ariga (též někdy Aruga)[pozn 1]
- 2. suirai sentai (水雷戦隊 ~ eskadra torpédoborců), velitel šóšó Keizó Komura na Jahagi:
  - lehký křižník Jahagi, velitel daisa (大佐 ~ námořní kapitán) Tameiči Hara
  - 17. kučikutai (駆逐隊 ~ divize torpédoborců), velitel daisa Kiiči Šintani na Isokaze:[34]
    - Isokaze, velitel šósa (少佐 ~ korvetní kapitán),[34] nebo čúsa (中佐 ~ fregatní kapitán)[35][36] Saneho Maeda[34][pozn 3]
    - Hamakaze, velitel čúsa Kazue Maekawa,[37][36] nebo čúsa Isami Mukoi[35]
    - Jukikaze, velitel čúsa Masamiči Terauči[38][35]

  - 21. kučikutai, velitel daisa Hisao Kotaki na Asašimo:[39]
    - Asašimo, velitel šósa nebo čúsa Joširó Sugihara[39][pozn 4]
    - Kasumi, velitel šósa Macumoto Šóhei[40][pozn 5]
    - Hacušimo, velitel šósa Masazó Sakawa,[41][36] nebo čúsa Masazo Sato[35]

  - 41. kučikutai, velitel daisa Masajoši Jošida na Fujuzuki:[35][36]
    - Fujuzuki, velitel daisa Hiró Jamana[42][pozn 6]
    - Suzucuki, velitel čúsa Tošio Hirajama[43][pozn 7]

### US Navy & USMC
Spojenecké námořní síly u Okinawy podléhaly Fifth Fleet (5. loďstvo) ADM (~ admirál) Raymonda A. Spruanceho jehož vlajkovou lodí byla bitevní loď USS New Mexico (BB-40). Samotné vylodění zajišťovaly invazní TF 51, 53 a 55 složené z transportních plavidel a jejich doprovodu. O jejich ochranu a podporu pozemních operací se pak staraly další čtyři Task Forces:
- krycí svaz TF 52, jejíž jádro tvořilo 22 eskortních letadlových lodí[44]
- skupina palebné podpory TF 54, jejíž jádro tvořilo deset bitevních lodí.[44] Velel jí RADM (~ kontradmirál) Morton L. Deyo na USS Tennessee (BB-43)[45]
- britská TF 57 se čtyřmi letadlovými loděmi a doprovodem, která kryla přístup k Okinawě z Formosy[44][46]
- TF 58 – viz níže

Ze spojeneckých jednotek, které se 7. dubna 1945 pohybovaly v okolí Okinawy, se do kontaktu se svazem čúdžó Seiiči Itóa dostaly hlavně letouny z letadlových lodí TG 58.1 a TG 58.3 a koncem střetnutí i letouny z některých letadlových lodí TG 58.4 z TF 58. Letouny na letadlových lodích byly organizovány do stíhacích (VF), stíhacích-bombardovacích (VBF), střemhlavých bombardovacích (VB) a torpédových (VT) squadron amerického námořnictva. Dohromady pak všechny squadrony na jedné letadlové lodi tvořily Air Group (~ letecká skupina). Některé Air Groups zahrnovaly i stíhací squadrony letectva americké námořní pěchoty (VMF).
Task Force 58, velitel VADM Marc A. Mitscher na USS Bunker Hill:
- Task Group 58.1, velitel RADM Joseph J. Clark
  - letadlová loď USS Hornet (CV-12)
    - Air Group 17: VF-17, VBF-17, VB-17 a VT-17

  - letadlová loď USS Bennington (CV-20)
    - Air Group 82: VF-82, VMF-112, VMF-123, VB-82, VT-82

  - lehká letadlová loď USS Belleau Wood (CVL-24)
    - Air Group 30: VF-30 a VT-30

  - lehká letadlová loď USS San Jacinto (CVL-30)
    - Air Group 45: VF-45 a VT-45

  - + doprovod: 2 bitevní lodě, 4 lehké křižníky a 19 torpédoborců[2]
- Task Group 58.2, velitel RADM Ralph E. Davison – akce 7. dubna se neúčastnila kvůli tankování[48]
- Task Group 58.3, velitel RADM Frederick C. Sherman
  - letadlová loď USS Essex (CV-9)
    - Air Group 83: VF-83, VBF-83, VB-83 a VT-83

  - letadlová loď USS Bunker Hill (CV-17)
    - Air Group 84: VF-84, VMF-221, VMF-451, VB-84 a VT-84

  - letadlová loď USS Hancock (CV-19)
    - Air Group 6: VF-6, VBF-8, VB-6 a VT-6

  - lehká letadlová loď USS Bataan (CVL-29)
    - Air Group 47: VF-47 a VT-47

  - lehká letadlová loď USS Cabot (CVL-28)[49][3]
    - Air Group 23: VF-23 a VT-23

  - + doprovod: 2 bitevní lodě, 4 lehké křižníky a 17 torpédoborců[2]
- Task Group 58.4, velitel RADM Arthur W. Radford[2]
  - letadlová loď USS Yorktown (CV-10)[3]
    - Air Group 9: VF-9, VBF-9, VB-9 a VT-9

  - letadlová loď USS Intrepid (CV-11)[3]
    - Air Group 10: VF-10, VBF-10, VB-10 a VT-10

  - lehká letadlová loď USS Langley (CVL-27)[3]
    - Air Group 23: VF-23 a VT-23

  - letadlová loď USS Enterprise (CV-6) – střetnutí 7. dubna se nezúčastnila[3]
  - + doprovod: 2 bitevní lodě, 2 „velké křižníky“, 1 lehký křižník a 18 torpédoborců[2]

## Přípravy k vyplutí
Před samotným vyloděním zahájila 23. března 1945 americká TF 58 útoky na Okinawu a další ostrovy v souostroví Rjúkjú. Na základě toho nařídil 26. března Daihonei (大本営 ~ císařský generální štáb) letecké útoky na nepřátelská plavidla u Okinawy. V rámci původní operace Ten-gó (přesun do Saseba a vylákání nepřítele na sever) se 2. kantai v Kure a Haširadžimě začala připravovat k vyplutí. Probíhaly přesuny mezi jednotlivými kotvišti, protiletadlové cvičení, tankování a doplňování munice a zásob. Dne 28. března natankovala Jamato 1000 tun paliva z tankeru Micušima Maru v tokujamské palivové stanici – to představovalo necelou pětinu celkové kapacity nádrží bitevní lodě. Následujícího dne proběhlo další tankování: Jamato doplnila své zásoby paliva o palivo odčerpané z nádrží torpédoborců Asašimo a Hanazuki, zatímco Jahagi doplnil palivo z torpédoborce Hacušimo.
V 9.18 úterý 3. dubna, tedy dva dny před schválením, obdržela 2. kantai Tojodův rozkaz k provedení operace Ten-gó.
Ve čtvrtek 5. dubna kotvila 2. kantai u Tokujamy. Ráno přiletěl dvouplošným hydroplánem z Kanoja náčelník štábu Rengó kantai čúdžó Rjúnosuke Kusaka, aby se na Jamato setkal s vlajkovými důstojníky 2. kantai ohledně uskutečnění operace Ten-gó. Na palubě Jamato došlo ke konfrontaci názorů, neboť někteří důstojníci považovali operaci za zbytečnou. Podle Hary (citujícího Komuru) svůj odmítavý postoj Kusakovi vyjádřili šóšó Komura, Ariga i velitel štábu 2. kantai Nobuei Morišita, zatímco čúdžó Itó mlčel. Podle Itoa ale Ariga celou konferenci mlčel.
Od 12.00 se poté konala druhá konference na palubě Jahagi, na které se sešli Komura, Hara, velitelé tří kučikutai a kapitáni osmi torpédoborců. Komura ostatní informoval o poradě na Jamato a následně vyslechl názory svých podřízených. I mezi nimi se zvedla silná vlna odporu proti rozkazu k nesmyslné akci. Podle Harových vzpomínek měli proti akci výhrady prakticky všichni zúčastnění – Hara pouze nezmiňuje názor velitelů Fujuzuki a Suzucuki.
Komura si mlčky vyslechl názory ostatních velitelů a ve 13.00 se vydal zpět na Jamato. Tam přednesl názory svých podřízených, ale nakonec přijal nezbytné a rozkazy k operaci Ten-gó vstoupily v platnost. Podle Ikedy se tak stalo ve 13.55, podle Hackett & Kingsepp to bylo ve 13.59 (a v 15.00 měl Ariga informovat shromážděnou posádku Jamato o vyplutí) a podle Hary se tak stalo až v 15.30. Když se Komura v 16.00 vrátil na Jahagi, oznámil čekajícím důstojníkům výsledek druhé porady na Jamato a tlumočil jim Kusakovu obhajobu operace. Rovněž Komurovi podřízení velitelé následně rozkaz přijali. Poté se konala ještě jedna porada na Jamato, které tentokrát byli přítomni všichni velící důstojníci. Na ní čúdžó Itó oznámil, že vzhledem k povaze operace mají být z lodních posádek propuštěni všichni kadeti, nemocní a ti „kteří se na to nehodí“. Z Jamato bylo v 17.30 odesláno na břeh 67 kadetů 74. běhu Kaigun heigakkó (海軍兵学校 ~ japonská císařská námořní akademie) a 27 starých, či nemocných námořníků. Na Jahagi se toto týkalo 37 mužů: 22 kadetů a 15 nemocných. Nikdo další z Jahagi odejít nechtěl a i ti, kteří museli, prosili, aby směli zůstat.
Podle Hary se Jamato ještě 5. dubna přesunula k tokujamské palivové stanici. Podle Hackett & Kingsepp se tak ale stalo až v pátek 6. dubna, kdy měla Jamato dotankovat 3400 tun paliva. Tehdejší pomocný radarový důstojník na Jamato šó'i (少尉 ~ podporučík) Micuru Jošida později zapsal, že Jamato zahájila tankování o půlnoci na 6. dubna, přičemž měla čerpat palivo ze dvou nejmenovaných torpédoborců. Rovněž doprovodná plavidla se věnovala doplňování zásob a paliva. Na Jahagi nechal daisa Hara odeslat na břeh přebytečné zásoby potravin a poté se Jahagi vydal k palivové stanici, kde měl zakotvit vedle Jamato.
Často se uvádí, že při operaci Ten-gó měla mít Jamato, či všechna zúčastněná plavidla, palivo pouze na cestu k Okinawě. Tehdejší důstojník řízení palby čú'i (中尉 ~ mladší poručík) Takekuni Ikeda ale ve svých vzpomínkách uvádí, že „každá loď byla plně natankována“. Jahagi měl mít při vyplutí 1250 tun paliva, což je o pouhých 155 tun méně, než kolik činila kapacita nádrží lehkých křižníků třídy Agano. Spurr potvrzuje Ikedovu výpověď a dodává, že Jamato vyplouvala se 4000 tunami a doprovodné torpédoborce s 500 až 900 tunami paliva. Kapacita nádrží Jamato byla 6300 tun. Je možné, že údaj o 4000 tunách je podhodnocený, neboť Hackett & Kingsepp zmiňují natankování celkem 4400 tun z Micušima Maru a tokujamské stanice během 28. března a 6. dubna. K tomu je třeba připočítat zbytek paliva v nádržích Jamato před tankováním 28. března a neznámé množství paliva dotankovaného z nádrží torpédoborců. Podle reportu U. S. Naval Technical Mission to Japan S-06-2 měla Jamato vyplouvat s nádržemi naplněnými na 90 % – tedy s 5670 tunami paliva. Podle instrukcí od Rengó kantai měla tokujamská palivová stanice vydat celkem maximálně 2000 tun paliva. Nakonec ale palivová stanice vydala celkem téměř 8000 tun, což byla více než polovina zbývajícího paliva tokujamské stanice.
Po doplnění paliva se Jahagi vrátil na své kotviště a šóšó Komura zorganizoval na palubě křižníku večírek na rozloučenou se zpěvem a saké. Zúčastnili se ho též velitelé všech tří kučikutai a osmi torpédoborců. Další rozlučkové večírky se konaly po celé lodi a obdobně to vypadalo i na dalších plavidlech 2. kantai, včetně Jamato.

## Poslední plavba

### VyplutíSuidžó tokkó butai
Odpoledne 6. dubna vyplula Itóova Suidžó tokkó butai z Tokujamy ve Vnitřním moři. Historikové a pamětníci se ale nedokáží shodnout, kdy přesně se tak stalo. Podle výpovědi štábního důstojníka 2. kantai čúsa Mijamota pro USSBS, další mapy podle USSBS a vzpomínek Naojoši Išidy vyplul svaz v 15.00. Foster, Hackett & Kingsepp, Hrbkovi, Lengerer, Morison, O'Neill, Spurr a Zalewski uvádějí, že svaz vyplul v 15.20. Podle Hary, Ikedy, Jošidy a Dulla měl svaz zvednout kotvy až v 16.00. V čele plul Jahagi, za ním v řadě torpédoborce 17. kučikutai, poté Jamato s torpédoborci 41. kučikutai po stranách a formaci uzavíraly torpédoborce heterogenní 21. kučikutai. Deset lodí Suidžó tokkó butai doprovodily z Tokujamy přes Vnitřní moře až k Bungo suidó torpédoborce 43. kučikutai: Hanazuki, Maki a Kaja. Vyčištěním plavebního koridoru v Bungo suidó od nepřátelských ponorek bylo pověřeno šest pomocných stíhačů ponorek podporovaných hydroplány od Saeki kókútai: dva plovákové stíhací A6M2-N („Rufe“) a šestnáct průzkumných E13A1 („Jake“). Tento průplav byl vybrán, neboť druhý možný průliv Kanmon byl příliš mělký a plný vraků a min, které tam v rámci operace Starvation nakladly bombardéry B-29. Oblast jižně od Bungo suidó měly proti ponorkám zabezpečit kaibókany Šiga a č. 194 podpořené hydroplány.
Po vyplutí zamířil svaz rychlostí 12 uzlů (22,2 km/h) k Bungo suidó mezi ostrovy Šikoku a Kjúšú. Hara uvádí, že po proplutí průlivem Bungo byl svaz napaden dvěma B-29, jejichž pumy ale minuly. Podle USSBS a Hubáčka ale ke kontaktu s B-29 došlo ještě ve Vnitřním moři, před vplutím do Bungo suidó. Lengerer uvádí kontakt s B-29 v 16.45. Po incidentu s B-29 provedla doprovodná plavidla cvičný torpédový útok na Jamato.

### Americké ponorky
Japonské přípravy k vyplutí nezůstaly utajeny americkým dešifrantům v Pearl Harboru, kteří na základě zachycených radiogramů upozornili hlídkující ponorky na možnost vyplutí bitevní lodě Jamato. Odpoledne 6. dubna hlídkovaly u východního konce Bungo suidó ponorky USS Threadfin, USS Hackleback a USS Silversides.
Při západu slunce (ten v Óitě nastal v 18.37) pozorovala proplouvající svaz cílová loď Hakači, která kotvila v Beppu-wan, a signalizovala šťastnou cestu. Mezi 18.00 a 18.30 vplul Itóův svaz rychlostí 22 uzlů (40,7 km/h) do Bungo suidó. Podle Jošidy pluly doprovodné lodě v kruhové formaci kolem Jamata, ale podle Hary pluly v řadě. Kýlovou formaci potvrzuje i Hakači
Zatímco Itó proplouval Bungo suidó, Šiga ve spolupráci s hydroplánem E13A1 („Jake“) zaútočil na sonarový kontakt a nárokoval si potopení nepřátelské ponorky. Žádná z amerických ponorek ale tímto útokem zasažena nebyla a ponorky Threadfin a Hackleback poslouchaly snažení japonského kaibókanu z bezpečné vzdálenosti.
V 18.30 obdržela Jamato radiovou zprávu od jednoho z hlídkujících letounů o přítomnosti ponorek u východního konce úžiny. Po varování o přítomnosti nepřátelských ponorek zaujal Itóův svaz protiponorkovou formaci: před Jamato plul Jahagi a od něj šípovitě do stran doprovodné torpédoborce. Po proplutí Bungo suidó zamířil svaz na západ k pobřeží Kjúšú, aby v jeho blízkosti hledal ochranu před ponorkami.
V 19.30 zachytila ponorka Threadfin poblíž Fukašimy (32°43′10″ s. š., 131°55′35″ v. d.) akustický a následně radarový kontakt na vzdálenost 6,25 mil (10,06/11,58 km) s Itóovým svazem. Operátoři radaru na Jamato zaznamenali radarové paprsky ze dvou různých směrů. Threadfin se přiblížil až na 4 míle (6,4/7,4 km), ale jeho velitel CDR (komandér) John J. Foote měl rozkazy napřed odvysílat hlášení o kontaktu a až poté zaútočit. Než ale bylo hlášení ve 20.00 odesláno, Threadfin přišel o výhodnou palebnou pozici a vzdálenost mezi ním a japonským svazem se začala zvětšovat i když ponorka plula na hladině. Hlídky na Isokaze údajně zpozorovaly vynořený Threadfin a rovněž Jamato zachytila nezašifrovanou zprávu, kterou Threadfin informoval o kontaktu s nepřítelem. Jako standardní preventivní opatření před útokem ponorek začal japonský svaz kličkovat. Ve 20.30 zachytila Itóův svaz na svém radaru ponorka Hackleback, které velel LCDR (komandér–poručík) Frederick E. Janney. První kontakt byl na vzdálenost 17 mil (27,4/31,5 km). Hackleback odvysílal hlášení o kontaktu a třikrát se pokusil přiblížit na hladině, aby mohl zaútočit. Pokaždé ale narazil na jeden z doprovodných torpédoborců a když se torpédoborec přiblížil nebezpečně blízko, ponorka se raději stáhla. Ve 22.07 Hackleback ztratil kontakt. Silversides žádný kontakt nenavázala.
Na základě hlášení z amerických ponorek začal VADM Marc A. Mitscher na Bunker Hill připravovat letecký úder na Itóův svaz. Okamžitě k dispozici měl dvě skupiny letadlových lodí (TG 58.1 a 58.3), zatímco třetí (TG 58.4) se měla po natankování připojit ještě během noci.

### Ráno 7. dubna
Během noci plula Itóova Suidžó tokkó butai rychlostí 22 uzlů a neustále měnila kurz v pětiminutových intervalech kvůli nebezpečí útoku ponorek. Ve 2.00 vplul svaz do Ósumi kaikjó u jižního pobřeží ostrova Kjúšú. Teprve nyní byla rychlost snížena na 16 uzlů (29,6 km/h). Po proplutí Ósumi kaikjó přešel svaz ve 3.45 na kurz 280°.
V 6.00 se Suidžó tokkó butai nacházela na pozici 31° s. š., 129°51′ v. d.. Slunce vyšlo v 6.02. Oproti předchozímu dni se ochladilo a obloha se zatáhla. Nízká oblačnost ale nemohla svaz ukrýt před průzkumnými letouny nepřítele vybavenými radarem. Na lodích se podávala – pro mnohé poslední – snídaně: rýžové koule onigiri.
Přibližně tou dobou se lodě přeskupily do standardní kruhové protiletadlové formace císařského námořnictva: uprostřed plula Jamato a kolem ní ve vzdálenosti 1500 až 2000 metrů byla rozmístěna ostatní plavidla. Jahagi plul před Jamato a po směru hodinových ručiček byly jednotlivé torpédoborce vzhledem k Jamato rozmístěny následovně: Asašimo na 45°, Kasumi na 90°, Fujuzuki na 126°, Hacušimo na 162°, Jukikaze na 198°, Suzucuki na 234°, Hamakaze na 270° a Isokaze na 315°. Jakmile lodě zaujaly kruhovou formaci, svaz zvýšil rychlost na 24 uzlů (44,4 km/h) a opět začal kličkovat. Během kličkování všechny lodě měnily kurz současně. První změna kurzu byla 45° doprava, takže na čele formace se ocitnul Asašimo. Další změna kurzu byla o 90° doleva a na čele formace se ocitnul Isokaze. Poté se již jenom střídaly změny kurzu o 90° doprava a doleva…
V 6.30 se nad Suidžó tokkó butai objevila skupina šesti nebo devíti stíhaček A6M5 („Zero“) od kókútai 203 (航空隊 ~ letecký pluk/skupina). Ty měly svazu poskytnout stíhací ochranu do 10.00.
Podle Hackett & Kingsepp a Ikedy signalizoval v 6.57 torpédoborec Asašimo, že má problémy ve strojovně. Podle Hary se tak stalo až v 9.00. V listopadu předchozího roku odvedly stroje relativně nového torpédoborce třídy Júgumo výbornou práci a Asašimo se i díky nim stal jediným torpédoborcem, který přežil zkázu konvoje TA č. 3 v Ormocké zátoce. Nyní ale opotřebované stroje vypověděly službu a Asašimo signalizoval, že může plout rychlostí pouhých 12 uzlů (22,2 km/h). Torpédoborec začal zaostávat za ostatními plavidly Suidžó tokkó butai, až se nakonec zcela ztratil za obzorem.
Kolem 7.00 se Itóův svaz (podle Hackett & Kingsepp & Cundall) potkal s malým japonským konvojem, složeným z jusókanu č. 146 a stíhače ponorek č. 17, který plul z Amami Óšima do Saseba. Podle Hary se ale mělo jednat o tři blíže neidentifikované nákladní lodě o výtlaku přibližně 2000 tun a k setkání mělo – podle chronologie vyprávění – dojít někdy mezi 10.00 a 11.30. Jošida ve svých memoárech počet lodí v konvoji neuvádí. Podle Hackett & Kingsepp se měl svaz setkat s konvojem tří nákladních lodí, které měly navíc plout opačným směrem, tedy k Amami Óšima, až ve 12.22. Všichni se ale shodují, že k setkání s konvojem došlo až poté, co se od svazu oddělil Asašimo. Itóův svaz si s konvojem vyměnil několik signálů a pak každý pokračoval za svým cílem.
Jamato i Jahagi nesly na své poslední plavbě několik hydroplánů. Podle Jošidy nesla Jamato pouze jeden, zatímco Hara a Spurr píší, že nesla dva. Zbývající letouny byly zanechány v Kure. Jahagi nesl dva hydroplány E13A1, tedy plný počet. Aby byly letouny ušetřeny a nebyly obětovány spolu se svými mateřskými plavidly, měly být toho rána odeslány zpět do Japonska. Hackett & Kingsepp uvádí, že Jamato svůj hydroplán E13A1 katapultovala v 6.00. Hara a Spurr ale uvádějí, že se tak stalo až po příletu stíhací ochrany, tedy po 6.30. Na základě rozkazu z Jamato katapultoval Jahagi jeden svůj hydroplán v 8.15. Ke startu druhého hydroplánu z Jahagi (a pravděpodobně posledního zbývajícího z Jamato) již nedošlo, neboť se nad svazem objevily první americké letouny… Start byl zrušen, neboť Američané by mohli hydroplán sestřelit.

### Americký průzkum a první kontakt
K ránu 7. dubna byl Mitscher zdravotně indisponován a tak velení nad TF 58 dočasně převzal náčelník Mitscherova štábu CAPT (~ kapitán) Arleigh A. Burke. Ten rozkázal TG 58.1 a 58.3 vyslat za svítání několik stíhacích letounů, aby pátraly po japonském svazu. Podle Mitscherova hlášení se mělo jednat o celkem 40 stíhačů v deseti skupinách po čtyřech. Podle Spurra se ale jednalo o pouhé tři divize (tj. čtyř až devítičlenné formace) stíhacích F6F-5 Hellcat s přídavnými nádržemi a podle Gandta se mělo jednat o pouhých osm Hellcatů. Hellcaty měly pokrýt oblast směrem k japonským ostrovům až do vzdálenosti 325 námořních mil (601,9 km) ve směru 336° až 56° od TF 58. Spolu s nimi odstartovaly čtyři F4U Corsair námořní pěchoty, které měly za úkol přeposílat hlášení z Hellcatů zpět k TF 58. Později jim ale na zpáteční cestě došlo palivo a všechny čtyři Corsairy skončily v moři. Tři piloty zachránily ponorky, ale 2ndLt (~ podporučík) John L. Garlock zůstal nezvěstný. Podle AAIR měl ale Garlock na své poslední misi pilotovat námořní F4U-1D BuNo 57912 od VBF-83.
Jako první zpozoroval a nahlásil japonský svaz Hellcat z Essexu jihozápadně od Košiky rettó. Podle Mitschera se tak stalo v 8.22 na pozici 31°22′ s. š., 129°15′ v. d. Podle Morisona se tak mělo stát v 8.23 na pozici 31°22′ s. š., 129°14′ v. d. Podle Hackett & Kingsepp se tak mělo stát dokonce až v 8.32. Spurr píše, že ke zpozorování svazu došlo v 8.15 divizí LTJG (~ mladší poručík) Williama Estese. Hlášení v 8.23 pak měl podle Spurra odeslat ENS (~ podporučík) Jack Lyons. První hlášení – které k TF 58 putovalo přes dva retranslační letouny – uvádělo, že nepřítel se nachází na pozici 30°44′ s. š., 129°10′ v. d. pluje kurzem 300° a rychlostí 12 uzlů. Rychlost japonského svazu byla značně podhodnocena. Druhé hlášení, které mělo být podle Fostera odvysíláno v 8.32, opravilo polohu svazu na 31°22′ s. š., 129°15′ v. d.
Teprve až v 8.40 bylo sedm Hellcatů zpozorováno z japonských lodí. Ty ale proti nim nic podniknout nemohly, neboť Američané se drželi mimo dostřel a hlídka z kókútai 203 jejich přítomnost nezaznamenala.
Jako reakci na oznámení polohy japonského svazu odstartovalo z TF 58 v 9.15 dalších 16 stíhaček, které měly jednak pokračovat ve sledování, ale také se měly postarat o případnou stíhací ochranu Itóova svazu.
Když se o zpozorování japonského svazu dozvěděl velitel Fifth Fleet ADM Spruance, rozkázal RADM Deyovi – veliteli svazu palebné podpory TF 54 – zabránit Japoncům v přiblížení se k vyloďovacím plážím. Podle Spurra a Fostera se tak mělo stát již během noci na 7. dubna na základě hlášení z ponorek, přičemž Deyova TF 54 měla v zastavení japonského svazu hrát hlavní roli. Podle Morisona měl ale Deyo obdržet rozkazy k intervenci teprve ráno po objevení Itóova svazu leteckým průzkumem. Mitscherova TF 58 měla zajistit vzdušné krytí před japonskými nálety. Mitscher se se svým štábem rozhodli využít příležitost a zaútočit – Spruanceho rozkazy totiž takovou možnost přímo nezakazovaly a Mitscher byl toho názoru, že dokáže vyslat dostačující útočnou vlnu a pořád mu ještě zbude dost letadel pro odražení japonských útoků.
Deyo svolal na 10.30 poradu velitelů na palubu velitelské lodě USS Eldorado. Proti Suidžó tokkó butai mělo být vysláno šest starších bitevních lodí (USS Idaho, New Mexico, Tennessee, USS West Virginia, USS Maryland a USS Colorado), sedm křižníků a 21 torpédoborců. Ty již ale do nadcházejícího střetnutí zasáhnout nestihly.

### Start útočné vlny
Záměry a cíl cesty japonského svazu ještě stále nebyly jasné, když VADM Mitscher – který se opět vrátil na můstek Bunker Hillu – vydal rozkaz připravit start útočné vlny na 10.00, neboť předpokládal, že cílem Japonců je Okinawa. Letci, kteří se měli zúčastnit mise, posnídali vločky, omeletu z vajec v prášku, slaninu, tousty, kafe a pomerančový džus. Palubní personál mezitím připravoval letouny ke startu. Podle Mitscherova hlášení měly stíhací Hellcaty a Corsairy nést přídavné nádrže a 500lb (226,8 kg) trhavé pumy. Střemhlavé bombardéry SB2C Helldiver měly nést buďto po jedné 1000lb (453,6 kg) protipancéřové, nebo trhavé pumě doplněné dvěma 250lb (113,4 kg) trhavými pumami pod křídlem, nebo po dvou 1000lb. Torpédonosné TBM-3 Avenger měly nést po jednom 569mm torpédu Bliss-Leavitt Mark 13. Existovaly ale i výjimky z takto popsaného složení výzbroje. Například všech šest Avengerů od VT-30 z Belleau Wood neslo v pumovnici místo torpéda čtyři pumy. Podle historie VT-17 z Hornetu nesly Avengery palivo i v křídelních nádržích. Alespoň některé Corsairy nesly po jedné 1000lb pumě. Některé stíhačky nesly 127mm neřízené rakety – buďto starší FFAR nebo novější HVAR.
Ačkoliv podle plánu měly všechny tři Task Groups vyslat své letouny do útoku společně, TG 58.4 se po předchozím tankování opozdila se zaujetím startovací pozice, na kterou dorazila teprve v 9.45. V 10.00 začaly proto z pozice 27°10′ s. š., 129°30′ v. d. startovat pouze letouny TG 58.1 a 58.3. Obě Task Groups vyslaly do vzduchu celkem 280 letadel, ale Hancock se se startem své Air Group 6 opozdil. Zbývajících osm Air Groups, které již byly ve vzduchu, na Air Group 6, která začala startovat až v 10.15, nečekaly a zamířily k cíli. Podle předletových výpočtů je měla čekat 240 námořních mil (444,5 km) dlouhá cesta. Air Group 6 (která se měla na útoku podílet 51 letouny podle Mitschera nebo 53 podle Morisona) zamířila k cíli samostatně, ale svůj cíl minula. TG 58.4 měla toho dne zajišťovat bojové letecké hlídky nad Okinawou. Přesto přispěla celkem 106 letouny. Podle Mitschera a Spurra se TG 58.4 se startem opozdila o 45 minut, takže její letouny měly začít startovat v 10.45. Podle Houcka & spol. měl ale Yorktown vyslat první letadla do vzduchu již v 10.38.
| Letouny vyslané do útoku na Suidžó tokkó butai                                                                                              | Letouny vyslané do útoku na Suidžó tokkó butai | Letouny vyslané do útoku na Suidžó tokkó butai | Letouny vyslané do útoku na Suidžó tokkó butai | Letouny vyslané do útoku na Suidžó tokkó butai |
| --- | ---------------------------------------------- | ---------------------------------------------- | ---------------------------------------------- | ---------------------------------------------- |
| TG velitel vlny | TG 58.1 CDR Edward G. Konrad                   | TG 58.3 CDR Harmon T. Utter                    | TG 58.4 LCDR Wilmer E. Rawie                   | Celkem                                         |
| Stíhačky a stíhací bombardéry | 52                                             | 80 (56)                                        | 48                                             | 180 (156)                                      |
| Helldivery | 21                                             | 29 (14)                                        | 25                                             | 75 (60)                                        |
| Avengery | 40                                             | 58 (48)                                        | 33                                             | 131 (119)                                      |
| Celkem | 113                                            | 167 (116)                                      | 106                                            | 386 (335)                                      |
| Zpracováno podle Mitschera V závorce jsou uvedeny počty letounů po odečtení Air Group 6 (se složením podle Mitschera: 12 VT, 15 VB a 24 VF) |                                                |                                                |                                                |                                                |

Spurr, Gandt a Foster uvádějí, že se mezi stíhacími letouny na útoku podílelo i „nemnoho“ Wildcatů.

### StřetnutíSuidžó tokkó butais PBM
Dopoledne se počasí kolem Suidžó tokkó butai zhoršilo. Viditelnost klesla pod 8 kilometrů, vál vítr o rychlosti přes 20 uzlů (10,3 m/s) a lodě proplouvaly občasnými přeháňkami. Mraky se nacházely ve výšce 1000 až 1200 metrů, ale v některých místech klesaly i níže.
Těsně předtím, než TF 58 začala vysílat letouny útočné vlny, byla v 9.57 Suidžó tokkó butai zpozorována dvěma létajícími čluny PBM-3D Mariner od VPB-21 z Kerama rettó, které pilotovali LT (~ poručík) Simms (volací znak Dog Eight) a James R. Young (volací znak Dog Ten). V 10.14 nebo 10.16 byly oba PBM zpozorovány z japonských lodí. V 10.17 po nich Jamato vypálila jednu salvu ze zadní věže hlavní baterie. Použila k tomu speciálně určené granáty typu 3 (三式弾 san-šiki dan): 1360 kilogramů vážící granáty ráže 460 mm, které v předem určené vzdálenosti rozmetaly 996 zápalných náloží. Podle Hackett & Kingsepp a Zalewského se měl k palbě přidat i Jahagi, ale velitel Jahagi Hara, ani důstojník řízení palby na Jahagi Ikeda ve svých pamětech nezmiňují, že by se Jahagi zapojil do akce proti PBM. Jeden z granátů explodoval pod levým křídlem Simmsova PBM a tato ukázka san-šiki dan americkým pilotům stačila. Oba PBM se schovaly v mracích, ale nadále sledovaly Itóův svaz, podávaly o něm informace a naváděly letouny útočné vlny. Japonci se pokusili rušit radiokomunikaci Američanů. Podle Ikedy měla rušení provádět Jamato, ale podle Hackett & Kingsepp měl rušení provádět Jahagi.
V době, kdy byla zpozorována přítomnost PBM, zjistili Japonci i přítomnost ponorky Hackleback, která Itóův svaz sledovala od předchozího večera.

### Ticho před bouří
V 10.22 přešel japonský svaz na severní kurz směrem k Sasebu. V 10.30 obdržel zprávu o změně kurzu cíle i Mitscher – podle struktury Mitscherova hlášení se pravděpodobně jednalo o zprávu jednoho z Hellcatů. Změnu kurzu potvrdily i PBM.
Před desátou hodinou přelétaly letouny první americké vlny přes Amami Óšima – řetěz Rjúkjú usnadnil letcům navigaci při cestě k cíli. Japonská radiostanice na ostrovech – podle Hary to byla stanice na Amami Óšima, podle Hackett & Kingsepp a Hubáčka to byla stanice na sousední Kikaigašima – odvysílala v 10.50 informaci o přeletu nepřátelských letounů letících na sever.
V 11.07 měl metrový radar 13 Gó na Jamato zachytit velkou leteckou formaci na samé hranici dosahu radaru, tedy přibližně ve vzdálenosti 100 kilometrů. Formace se nacházela jižně od Jamata a mířila na sever. Suidžó tokkó butai na zprávu zareagovala zvýšením rychlosti na 25 uzlů (46,3 km/h).
Teprve v 11.15 byla Itóovým svazem zachycena zpráva z Amami Óšima nebo Kikaigašima. Podle Hackett & Kingsepp a Zalewského měla zpráva hovořit o 150 letounech. Podle Hubáčka, Hary a Jošidy měla zpráva hovořit o 250 letounech.

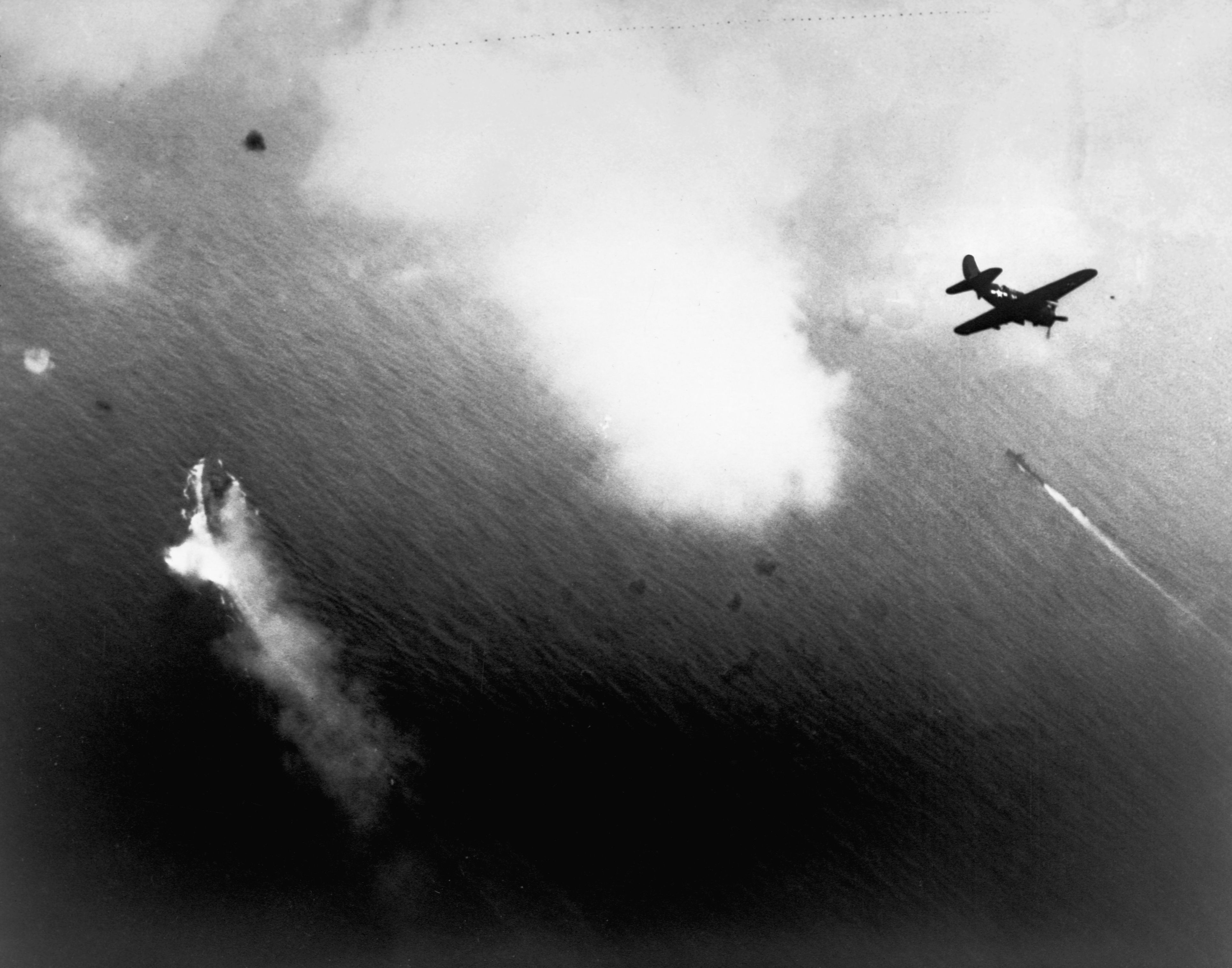
Americké letouny jako Curtiss SB2C-3 Helldiver začínají útok na Jamato (vlevo). Japonský torpédoborec vpravo

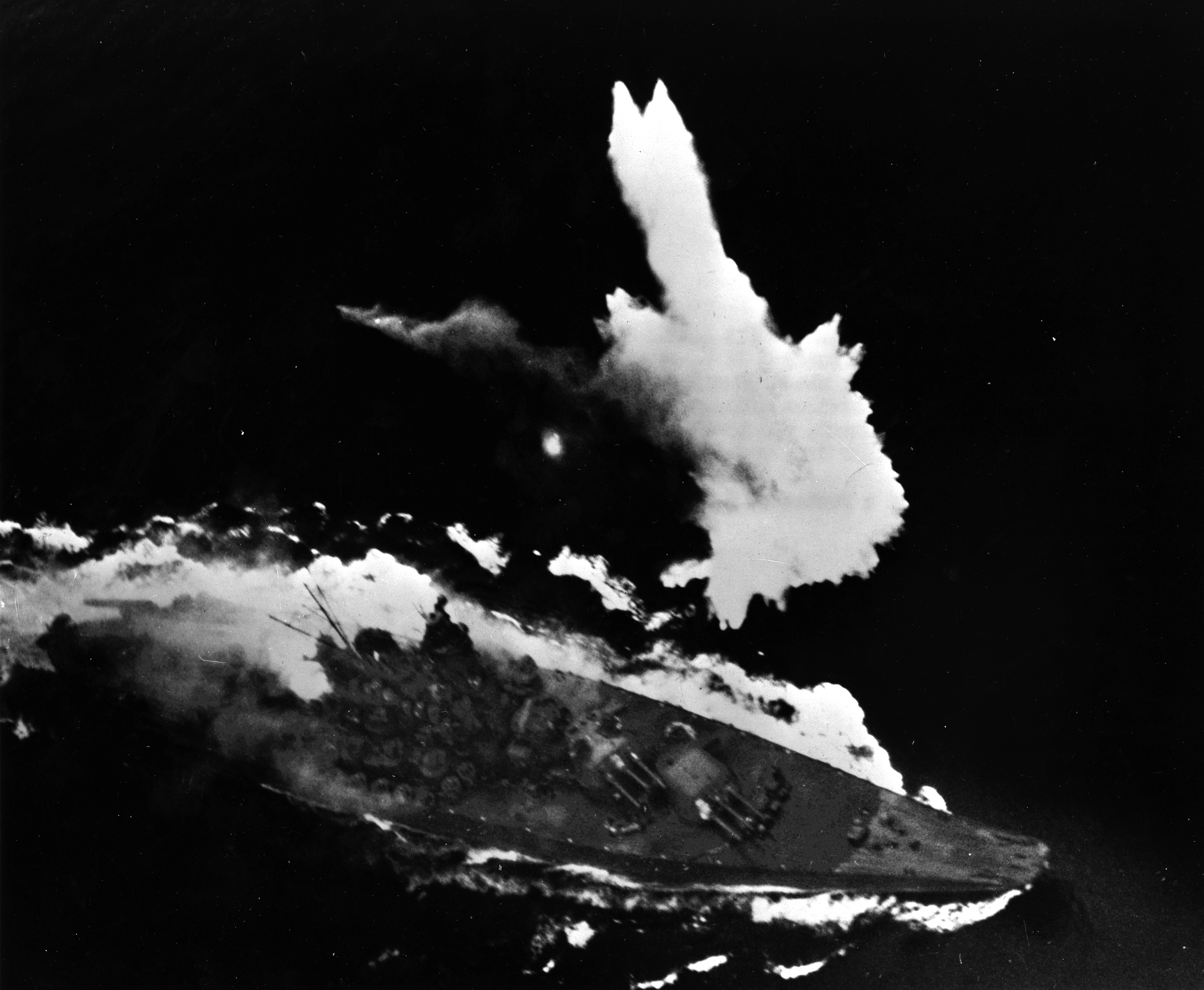
Hořící Jamato pod útokem. Navzdory poškození stále udržuje vysokou rychlost

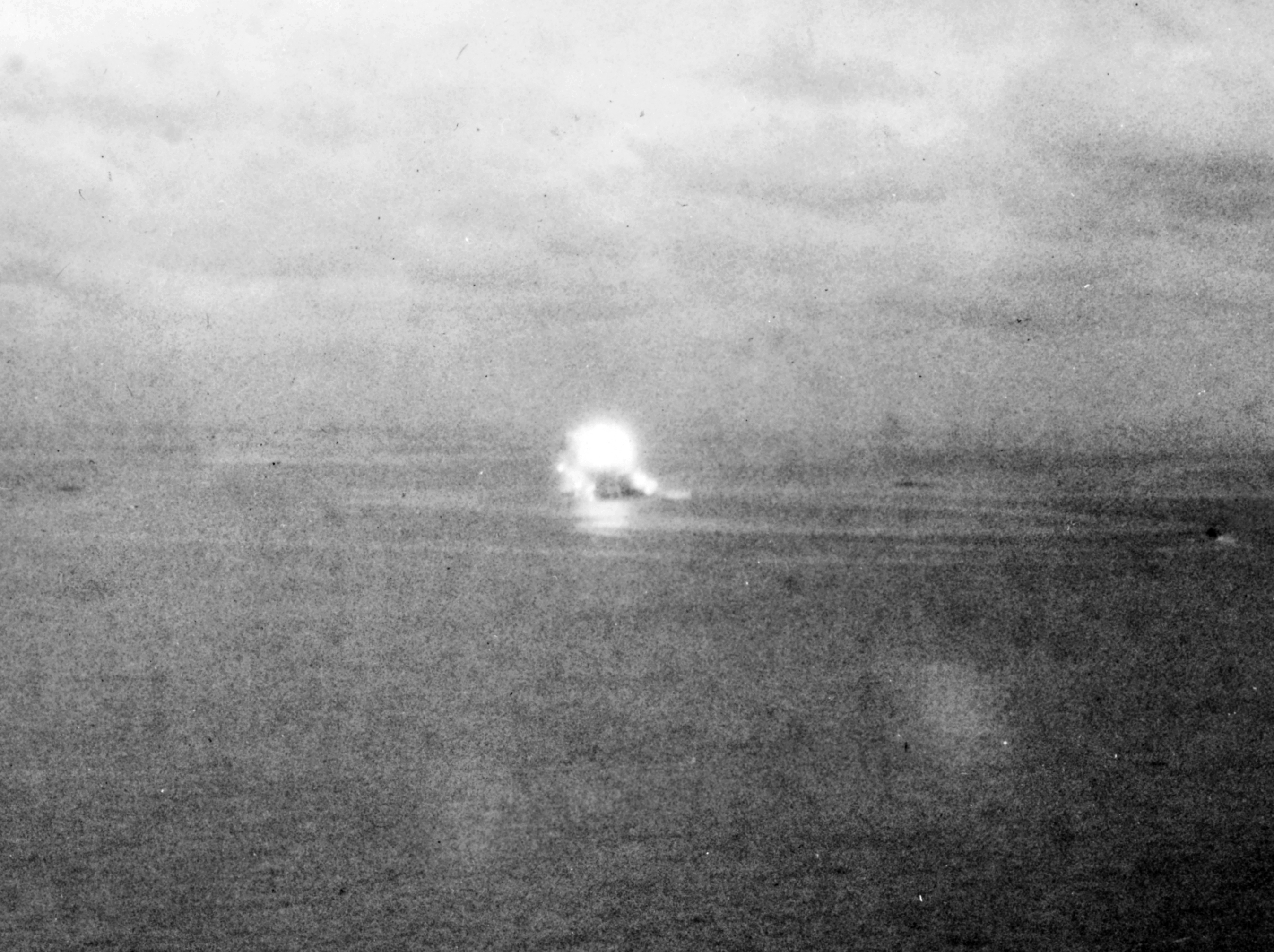
Jediná známá fotografie výbuchu Jamato

## Po bitvě
Ten-gó byla poslední velkou japonskou námořní operací druhé světové války. Suzucuki už nebyl opraven. Fujuzuki byl opraven, ale 20. srpna 1945 najel na americkou minu a už nebyl opraven. Jukikaze válku přežil téměř nepoškozen. Hacušimo najel 30. července 1945 na minu. Byl 129. a posledním japonským torpédoborcem potopeným ve válce.

## Obraz v kultuře
Poslední mise bitevní lodě Jamato se v Japonsku stala legendou. Již v roce 1953 se stala předlohou pro film Senkan Jamato (戦艦大和 ~ Bitevní loď Jamato), který režíroval Jutaka Abe. Ztvárněním poslední mise Jamato rovněž končil film Rengó kantai (連合艦隊 ~ Spojené loďstvo) režiséra Šúe Macubajašiho z roku 1981. V roce 1983 vydala Džun Henmi román Otoko tači no Jamato (男たちの大和 ~ Jamato mužů), který se následně stal předlohou pro stejnojmenný film (v české distribuci Yamato – Loď smrti) režiséra Džunja Satóa z roku 2005. Potopením bitevní lodě Jamato začíná i film Archimedes no Taisen (アルキメデスの大戦) režiséra Takaši Jamazakiho z roku 2019.